# Sud pralad
Sud pralad (no Brasil, Mal dos Trópicos) é um filme de drama tailandês de 2004 dirigido e escrito por Apichatpong Weerasethakul. Estrelado por Sakda Kaewbuadee, venceu o Prêmio do Júri do Festival de Cannes.

## Elenco
- Sakda Kaewbuadee como Keng
- Banlop Lomnoi como Tong
- Sirivech Jareonchon
- Udom Promma
- Huai Deesom